# Caiçara do Rio do Vento
Pour les articles homonymes, voir Caiçara.
Caiçara do Rio do Vento est une municipalité brésilienne située dans l'État du Rio Grande do Norte.